# Там, где в дымке холмы
«Там, где в дымке холмы» (англ. A Pale View of Hills) — первый роман британского писателя японского происхождения Кадзуо Исигуро, вышедший в 1982 году. Роман представляет собой историю Эцуко — японской женщины средних лет, которая живёт в Англии и переживает недавнее самоубийство своей старшей дочери Кэйко.
Роман был удостоен премии Уинифред Холтби 1982 года, а также премии в 1000 фунтов от издательства «Фабер и Фабер» по инициативе редакционного директора издательства Роберта Маккрама. На русском языке опубликован в 2007 году в переводе Сергея Сухарева.

## Сюжет
Эцуко размышляет о своей жизни в Нагасаки и о том, как она покинула Японию и переехала в Англию. По её словам, у неё и её мужа Дзиро была общая дочь, Кэйко, но через несколько лет Эцуко познакомилась с англичанином и уехала с ним в Англию, взяв Кэйко с собой. В Англии, когда Эцуко родила вторую дочь от мужа-англичанина, она хотела называть её как-то «современно», но муж хотел, чтобы у дочери было непременно «восточное» имя. В качестве компромисса они назвали дочь «Ники», — это имя казалось Эцуко исключительно английским, а для её мужа звучало как японское.
Старшая дочь Эцуко — Кэйко — становится всё более одинокой в английском обществе. Эцуко вспоминает, что по мере того, как Кэйко становилась старше, она все чаще запиралась в своей комнате и выходила оттуда только забрать на кухне обед, приготовленный матерью. В конечном счёте Кэйко кончает жизнь самоубийством. «Твой отец, — говорит Эцуко Ники, — временами был довольно идеалистически настроен … Я действительно считала, что мы можем дать ей счастливую жизнь здесь … Но ты видишь, Ники, я знала всё это время, что она не была бы счастлива здесь».
Эцуко рассказывает Ники, что у неё в Японии есть подруга по имени Сатико, история которой поразительно схожа с её собственной. У Сатико есть дочь по имени Марико, которую Эцуко помнит как исключительно одинокую и изолированную от общества. Сатико собиралась эмигрировать вместе с Марико в Америку с американским солдатом, которого зовут Фрэнк.

## Восприятие
Роман получил различные оценки и читателей и критиков, но при этом в отзывах доминирует мысль об отражении в романе именно японского мировоззрения:

«Там, где в дымке холмы» — роман во многом традиционно японский. Чрезвычайно сдержанные, малоэмоциональные герои, в которых однако чувствуется глубина; медленное, созерцательное повествование. Но, с другой стороны, понятно, что это роман не о Японии, не о японских нравах. В самом начале героиня говорит: «Англичанам дорога мысль о том, будто нашей нации присущ инстинкт самоубийства и потому вдаваться в объяснения незачем; в газетах сообщалось только, что она была японкой и повесилась у себя в комнате». В книге полно такой горькой иронии, и читать её одновременно легко и болезненно. — Там, где в дымке холмы

Тонкие намеки, ускользающие в дымке слов, вроде бы все просто, но одновременно и сложно, притягательно завораживающе. На первый взгляд реальная история скрывает в себе и мистический элемент…ближе к концу понимаешь — этот роман интересен прежде всего своей неуловимой атмосферой загадки, ответ на которую каждый дает себе сам.— Там, где в дымке холмы